# Villiersicus longicornis
Villiersicus longicornis är en skalbaggsart som beskrevs av Antonio Vives 2005. Villiersicus longicornis ingår i släktet Villiersicus och familjen långhorningar.
Artens utbredningsområde är Madagaskar. Inga underarter finns listade i Catalogue of Life.